# Petalium alternatum
Petalium alternatum är en skalbaggsart som beskrevs av Ford 1973. Petalium alternatum ingår i släktet Petalium och familjen trägnagare. Inga underarter finns listade i Catalogue of Life.